# Gypona varians
Gypona varians är en insektsart som beskrevs av Spångberg 1878. Gypona varians ingår i släktet Gypona och familjen dvärgstritar. Inga underarter finns listade i Catalogue of Life.